# Neoklasszikus közgazdaságtan
A neoklasszikus közgazdaságtan a közgazdaság-tudománynak a 19. század utolsó és a 20. század első harmadában domináns iskolája. Kezdetét 1871-re, a marginalista forradalom kezdő évére szokás tenni. A neoklasszikus közgazdaságtan időszakát általános vélekedés szerint John Maynard Keynes Általános elméletének megjelenése (1936) zárta le; mások viszont úgy gondolják, hogy a jelenleg domináns mikro- és makroökonómiai irányzatok is a neoklasszikus iskola részei, vagyis ennek a közgazdaságtani irányzatnak a fejlődése mindmáig nem zárult le.
A neoklasszikus közgazdaságtan legfontosabb képviselői William Stanley Jevons, Carl Menger, Léon Walras, Alfred Marshall és tanítványaik, követőik.

## Alapjai

### Klasszikus közgazdaságtan
Bár az első neoklasszikus gondolkodók, különösen Jevons, élesen elhatárolták magukat a korábbi klasszikus közgazdaságtantól, visszatekintve elmondható, hogy a neoklasszikus iskola sok mindent átvett a klasszikus elméletekből. Ide sorolható:
- A kereslet és a kínálat automatikusan kialakuló egyensúlyát feltételező Say-dogma elfogadása.
- Az úgynevezett mennyiségi pénzelmélet elfogadása, amely a pénznek csupán a cserefunkcióját ismerte el. A neoklasszikusok a klasszikusokhoz hasonlóan úgy vélték, hogy a pénzmennyiség megnövekedése az árak és jövedelmek emelkedésében „csapódik le”, de nincs hatással az elfogyasztott, illetve megtermelt mennyiségekkel kapcsolatos döntésekre (az úgynevezett reálgazdaságra).
- A piaci mechanizmusok tökéletes működésében való hit.
- Az önérdekét követő egyénnek a gazdaság középpontjába állítása. Ebből a szempontból a neoklasszikusok még a klasszikusoknál is „tovább mentek”: számukra a haszonmaximalizáló és kárminimáló egyén, a homo oeconomicus már semennyire sem társadalmi lény; a neoklasszikus közgazdaságtan a társadalmat egyszerűen homo oeconomicusok összességeként fogta fel, és tagadta a közérdek létezését (ami a klasszikusoknál még fontos kategória).

### Szubjektív értékelmélet
A neoklasszikus közgazdaságtan egyik legfontosabb előrelépése az érték és az ár fogalmának elválasztása volt. Jevons, Menger és Walras egyidejűleg, de egymástól függetlenül igyekezett cáfolni a David Ricardo nevével fémjelzett munkaérték-elméletet, amely szerint a javak értékét és árát az előállításukhoz szükséges munka mennyisége határozza meg. Mindhárman arra a következtetésre jutottak, hogy egy jószág értéke a fogyasztójában keltett hasznosság függvénye. Ezáltal az érték szubjektív kategóriává vált.

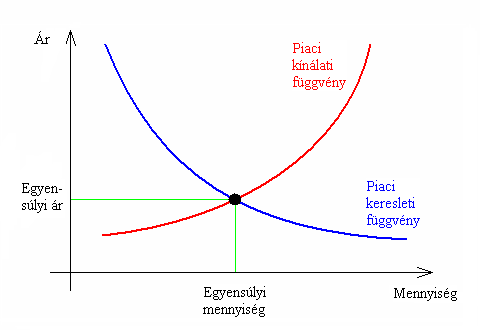
Marshall-kereszt

Az árak kialakulásával kapcsolatban a neoklasszikusok a keresleti és a kínálati oldal, a hasznosság és a költségek szerepét egyaránt hangsúlyozták. Sikerült összefüggést találniuk a szubjektív hasznosság és az egyéni kereslet között: egy jószág keresleti görbéjét a határhasznok (vagyis az utolsó jószágegységre jutó hasznosságok) görbéjeként határozták meg, e görbe negatív meredekségét és a több jószág közti választás problémájának megoldását Gossen törvényei biztosították. A piaci keresleti görbe az egyéni görbék egyszerű összegeként adódik. Marshall alkotta meg azt a máig Marshall-keresztnek nevezett alakzatot, amelynek lényege, hogy a piacon az egyensúlyi ár és mennyiség a negatív meredekségű keresleti és a – rövid távon – pozitív meredekségű kínálati görbe metszéspontjában határozódik meg. A termelési tényezők kereslete az általuk előállított javak keresletéből származtatható.
Meg kell ugyanakkor jegyeznünk, hogy sem a szubjektív értékelmélet, sem a fogyasztói kereslet szerepe az áralakulásban nem a neoklasszikusok találmánya. A klasszikus gondolkodók közül többek között Jean-Baptiste Say és Thomas Malthus, valamint Jeremy Bentham, Antoine Augustin Cournot és Hermann Heinrich Gossen is úgy vélte, hogy a javak értéke, illetve ára a hasznosságukon (is) alapszik. A neoklasszikusok jelentősége abban rejlik, hogy:
1. elválasztották az érték és az ár fogalmát, és az utóbbi szerepét tették hangsúlyosabbá;
2. összefüggést találtak a hasznosság és a kereslet között.

### Mikroökonómiai szemlélet
Míg a klasszikus közgazdaságtan a nemzetgazdaságot helyezte vizsgálódása középpontjába, a neoklasszikusok figyelme a gazdaságot alkotó egyének (valamint a vállalatok) viselkedésének, a rendelkezésükre álló erőforrások optimális felhasználásának tanulmányozása felé fordult. Ez lényegében a mikroökonómia tudományának megszületését jelentette.
A gazdaságot a neoklasszikus gondolkodók szerint lényegében a javaknak az egyének között zajló cseréi alkotják. A csereszándékok a Walras által levezetett általános egyensúlyelméletben egyértelműen meghatározzák a javak árainak arányát; a pénz szerepe a csere technikai lebonyolításán kívül csupán az, hogy az ármérce (numéraire) szerepét töltse be. A mikroökonómia csúcsa, a Walras-törvény egy makroökonómiai megállapítás, amelynek érvényességét később sokan vitatták.

### Új módszertan és tudományszemlélet
A neoklasszikus közgazdászok új tudományszemléletét jól tükrözi, hogy a klasszikusok által politikai gazdaságtannak (political economy) hívott tudomány nevét közgazdaságtanra (economics) módosították. Céljuk az volt, hogy megerősítsék a közgazdaságtan tudományos jellegét, mi több, egy politikától független, a dedukció módszerére épülő, a természettudományokhoz hasonló, „tiszta” diszciplínát hozzanak létre. A gazdaságpolitikai fontolgatások kikerültek a közgazdaságtan keretei közül.
A „tudományosabb közgazdaságtan” koncepciójának megvalósítását szolgálta a matematikai eszközök mind gyakoribb használata is. Ez a 17. századi William Pettyig vezethető vissza, de a legjelentősebb klasszikus közgazdászok körében nem volt népszerű. A neoklasszikus matematikai közgazdaságtan előzményei közé tartozik még Antoine Augustin Cournot, Jules Dupuit és Johann Heinrich von Thünen munkássága. Jevons a matematikai analízist, Walras a lineáris algebrát, Marshall pedig a grafikus ábrázolást vezette be a neoklasszikus iskola eszközrendszerébe.

### Evolucionizmus
Marshall fő műve jelmondatának a következő latin kifejezést választotta: natura non facit saltum (szó szerint: „a természet nem szereti az ugrást”). A folytonos, „ugrásmentes” fejlődés gondolata ugyanakkor legalább három különböző szinten jelent meg a neoklasszikusok elképzeléseiben. Az evolucionizmus egyrészt jelenthette a töretlen társadalmi-gazdasági haladásban való hitet: ez lényegében a gazdasági világválságig uralta a tudományt. Másfelől az evolucionizmust a közgazdasági iskolák közti folytonosság ideájaként is lehetett értelmezni; ez a klasszikusok és a korai neoklasszikusok gondolatait integráló Marshallnál jelent meg a legerőteljesebben. Harmadrészt a töretlen „fejlődés” gondolata az egyes gazdasági szereplők viselkedésére is vonatkoztatható, ami jelentősen befolyásolta és egyszerűsítette a problémák matematikai modellezését: a folytonos és differenciálható határhaszon-, keresleti, kínálati stb. függvények feltételezésével lehetővé vált különböző szélsőérték-feladatok megoldása, amelyek – nem véletlenül – éppen a neoklasszikusok óta töltenek be alapvető szerepet a mikroökonómiában.

## Fejlődési szakaszai

### A marginalista forradalom
1871-ben jelent meg William Stanley Jevons (1835–1882) The Theory of Political Economy (A politikai gazdaságtan elmélete), valamint Carl Menger (1840–1921) Grundsätze der Volkswirtschaftslehre (A közgazdaságtan alapelvei) című fő műve. Három évvel később látott napvilágot Léon Walrastól (1834–1910) az Élements d'économie politique pure; ou théorie de la richesse sociale (A tiszta politikai gazdaságtan elemei, avagy a társadalmi gazdagság elmélete). Ezen írásaikban a három közgazdász egymástól függetlenül tett hitet a szubjektív értékelmélet és a „tudományosabb közgazdaságtan” koncepciója mellett. Walras és főként Jevons elhatárolódott a politikai gazdaságtan ricardói hagyományaitól, ami elsősorban a munkaérték-elmélet elutasítását jelentette. A közgazdaságtannak ezt az értékelméleti és módszertani megújulását később nevezték el marginalista forradalomnak, arra utalva, hogy egyrészt Jevons, Menger és Walras munkásságában kiemelt szerepet kapott a határhaszon (marginal utility) fogalma (bár ezt a kifejezést még egyikük sem használta), másrészt pedig tevékenységük a közgazdaságtanban máig használt határelemzésnek (marginal analysis) nyitott utat.
Bár a három közgazdász munkája a neoklasszikus iskola létrejöttéhez vezetett, a marginalista forradalom valójában nem nagyon tekinthető igazi forradalomnak. Egyfelől figyelembe kell vennünk, hogy Jevonsék elméleteinek lényegében minden eleme jelen volt már korábbi közgazdászok munkáiban; másrészt látni kell, hogy bár az új elméletek viszonylag széles körben ismertek voltak már az 1870-es években is, csak mintegy húsz év múlva váltak a legtöbb közgazdász szemében elfogadottá.

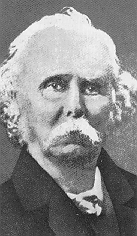
Alfred Marshall

### Klasszikus–marginalista szintézis: Alfred Marshall
A neoklasszikus közgazdaságtan fejlődésének következő lépését Alfred Marshall (1842–1924) angol közgazdász Principles of Economics (A közgazdaságtan alapelvei) című alapvető művének megjelenése jelentette 1890-ben. Marshall szigorú matematikai keretben integrálta a klasszikusok és a marginalisták tanításait.
Elsőként különböztetett meg úgynevezett időtávokat: megállapította, hogy rövid távon a marginalisták elméletének megfelelően a hasznosság (kereslet) és a költségek (kínálat) együttese, míg hosszú távon – állandó hozadékot feltételezve – a klasszikus elképzelések szerint kizárólag a költségoldal határozza meg a piaci árat. A fogyasztási döntések elemzését a „tipikus”, racionális fogyasztóra, a termelési döntések vizsgálatát pedig a „tipikus”, versenyző középvállalatra alapozta. A parciális elemzések végén eljutott a gazdaság általános egyensúlyának felvázolásához is, de ezt nem fejtette ki olyan részletességgel, mint ahogy Walras tette.
Marshall és fő műve óriási hatást gyakorolt a következő évtizedek közgazdasági fejlődésére. Amellett, hogy olyan, máig használt közgazdasági fogalmak megalkotása fűződik Marshall nevéhez, mint a függvények rugalmassága, a fogyasztói többlet, a termelési tényező stb., A közgazdaságtan alapelvei hosszú időn keresztül a legfontosabb tankönyvnek számított, de a mikroökonómia tankönyvek még ma is ennek a műnek a felépítését (fogyasztáselmélet – termeléselmélet – egyensúlyelmélet) követik. Marshallt az úgynevezett cambridge-i iskola alapítójaként tartjuk számon; tanítványa volt többek között John Maynard Keynes, a 20. századi közgazdaságtan egyik legjelentősebb alakja.

### A neoklasszikus iskola további fejlődése
Marshall fő műve nyitva hagyott számos olyan kérdést, amik megválaszolására a következő évtizedek neoklasszikus közgazdászai tettek kísérletet.
Az 1890-es évek első felében került sor a határtermelékenységi elmélet kidolgozására: több közgazdász egymástól függetlenül vezette le, hogy versenyzői tényező- és árupiacok mellett egy termelési tényező (például a munkaerő) árát a piaci mechanizmusok a határtermék-bevételével, vagyis az utolsó tényezőegység (például az utolsó felvett munkás) alkalmazásából származó vállalati bevétellel teszik egyenlővé. Az elmélet jelentősen túlmutatott önmagán, a megtermelt jövedelemnek a különböző tényezők tulajdonosai közötti elosztását nyilvánította „igazságossá”: a határtermelékenységi elmélet szerint mindenki azt a jövedelmet kapja, ami neki „a határon” jár.
A Jevons és Marshall által alkalmazott kardinális hasznosságelméletet, amely a hasznosság egzakt mérhetőségét feltételezte, folyamatosan kiszorította az úgynevezett ordinális hasznosságelmélet, amely szerint a hasznosságra csak az egyes lehetőségek sorba állításából következtethetünk.
Walras tanítványának, Vilfredo Paretónak és az angol Francis Edgeworthnek a nevéhez fűződik a jóléti közgazdaságtan alapjainak lerakása.

## Lásd még
Makroökonómia